# Cerro El Baúl (Barinas)
El Cerro El Baúl es un pico de montaña ubicado en el extremo norte de la Sierra de Santo Domingo en el Estado Barinas, Venezuela. A una altitud de 2.439 m s. n. m. el Cerro El Baúl es una de las montañas más altas de Barinas. Cerro El Baúl es parte de una extensión del parque nacional Sierra Nevada límite entre Barinas y el estado Mérida.

## Geografía
El Cerro El Baúl está ubicado en un exclusivo punto natural rodeado de altas montañas y del páramo andino por todas sus coordenadas. 
Su falda norte se continúa con el Páramo de Bartolo y el Páramo de Calderas. Sobre el Cerro El Baúl se asientan los caseríos de «La Volcanera», «Las Lajitas» y «Agua Blanca».